# 微妙 (白拍子)

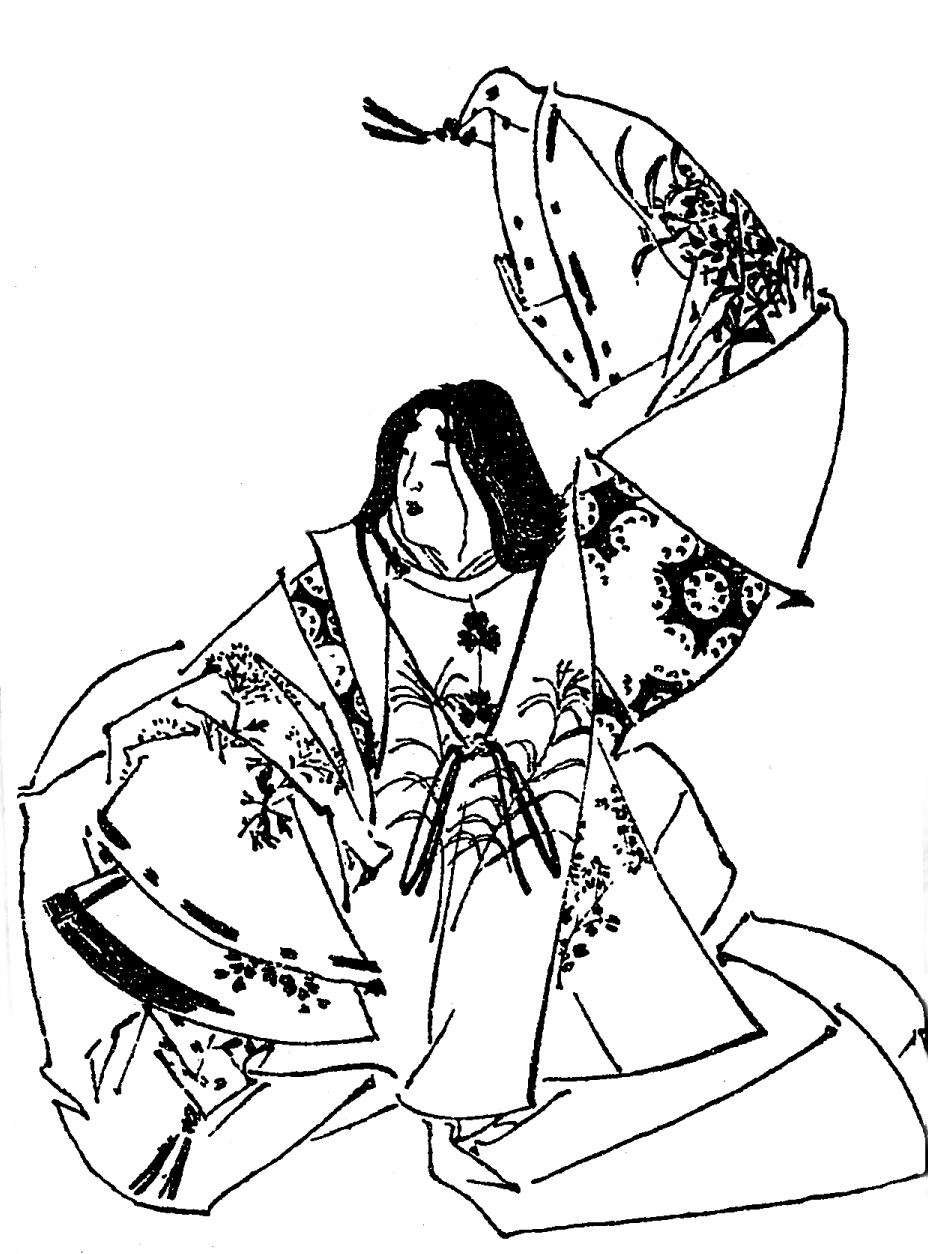
微妙／江戸時代『前賢故実』より。画：菊池容斎

微妙（びみょう、生没年未詳）は、鎌倉時代前期の白拍子。父は右兵衛尉・藤原為成。

## 生涯
建久年間に父為成が讒言のために京から奥州へ追放され、母は嘆きのあまり死去し、7歳で孤児となった。
建仁2年（1202年）3月、鎌倉幕府将軍源頼家が、比企能員の邸で花見を催した際に召され、頼家の前で舞を舞った。その席で微妙は、父の行方を捜すため舞の修行を積んで東国へ赴いたことを、涙ながらに頼家に訴えた。それを聞いた者はみな涙し、さっそく奥州へ使者を派遣することが決められた。数日後に頼家の母政子が将軍御所を訪れ、微妙の舞を鑑賞した。その後、微妙は政子の邸に引き取られた。
8月、奥州へ派遣されていた使者が帰参し、微妙の父はすでに死去していたことが判明した。微妙は泣き崩れ、10日後には父の菩提を弔うため、明菴栄西の禅坊で出家を遂げ、法名を持蓮とした。政子は微妙を哀れみ、深沢里の辺りに居所を与えた。
微妙と密かに通じていた御家人の古郡保忠は、甲斐国へ下向している間に微妙が出家を遂げたことを知って怒り、栄西門弟の僧たちの部屋に乗り込んで問いただした。僧たちは恐れを成して御所へ逃げだし、保忠はそれを追って打ち据える騒ぎを起こし、政子の怒りを買っている。